# Kurttajärvi
Kurttajärvi och Saarijärvi, eller Saarijärvet är sjöar i Finland. De ligger i kommunen Kemijärvi i landskapet Lappland, i den norra delen av landet, 700 km norr om huvudstaden Helsingfors. Kurttajärvi ligger 204,1 meter över havet. Den är 8,6 meter djup. Arean är 1,04 kvadratkilometer och strandlinjen är 14,95 kilometer lång. Sjön  ingår i Kemi älvs huvudavrinningsområde.   
Kurttajärvi avvattnas av Kurttajoki.